# Acropora stoddarti
Acropora stoddarti е вид корал от семейство Acroporidae.

## Разпространение и местообитание
Видът е разпространен в Австралия, Британска индоокеанска територия, Индия, Индонезия, Кения, Коморски острови, Мавриций, Мадагаскар, Майот, Малайзия, Малдиви, Мианмар, Мозамбик, Реюнион, Сейшели, Сингапур, Сомалия, Тайланд, Танзания, Филипини и Шри Ланка.
Среща се на дълбочина около 3,5 m.

## Описание
Популацията на вида е намаляваща.